# 巴朗 (滨海夏朗德省)
巴朗（法語：Ballans，法語發音：[balɑ̃]）是法国滨海夏朗德省的一个市镇，位于该省东部，属于圣让当热利区。

## 地理
巴朗（45°48'50"N, 0°13'16"W）面积6.94 平方千米，位于法国新阿基坦大区滨海夏朗德省，该省份为法国西部滨海省份，北起旺代省，西临大西洋，南至吉倫特省，东南接多爾多涅省，东北接德塞夫勒省接壤，东临夏朗德省。
与巴朗接壤的市镇（或旧市镇、城区）包括：布雷维尔、圣塞韦尔、布里苏马塔、卢济尼亚克、马克维尔、谢克。

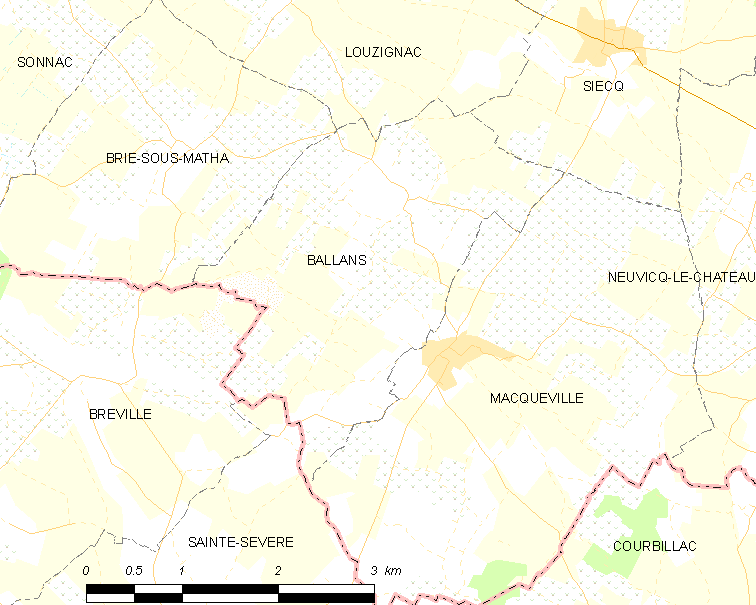
的OSM定位图

巴朗的时区为UTC+01:00、UTC+02:00（夏令时）。

## 行政
巴朗的邮政编码为17160，INSEE市镇编码为17031。

## 政治
巴朗所属的省级选区为马塔县。

## 人口

1962-2008年间人口变化图示

巴朗于2022年1月1日时的人口数量为203人。